# Lennart Nordström
Lennart Nordström, född 14 februari 1910 i Länna församling, död 9 november 1999 i Täby församling, var en svensk skogsvetare. 
Nordström avlade examen vid Skogshögskolan 1935 och var från 1955 professor i skogsskötsel där. Han blev ledamot av Lantbruksakademien 1956. Nordström är gravsatt på Täby norra begravningsplats.